# Octochaetus levis
Octochaetus levis är en ringmaskart som först beskrevs av Hutton 1877.  Octochaetus levis ingår i släktet Octochaetus och familjen Acanthodrilidae. Inga underarter finns listade i Catalogue of Life.